# Daniel Bachmann Andersen
Daniel Bachmann Andersen (Sønderborg, 1 de junho de 1990) é um ginete dinamarquês.

## Carreira
Bachmann Andersen começou a montar aos 10 anos e se envolveu com adestramento depois de conhecer Morten Thomsen, um atleta olímpico dinamarquês, que é da mesma vila de Daniel. Mais tarde, ele treinou cavalos na Alemanha. Após sua carreira de montaria na Alemanha, ele começou a trabalhar para Andreas Helgstrand. Em 2014, ele começou na Blue Hors, onde obteve sucesso com cavalos como Zack, Don Olymbrio, Zepter, Loxana e Hotline. Ele se tornou campeão nacional dinamarquês em 2019, quarto durante as finais da Copa do Mundo em Gotemburgo e sétimo no estilo livre individual durante o Campeonato Europeu em Roterdã no mesmo ano. Ele também ficou em 10º no Ranking Mundial com Zack. Em 2020, ele decidiu se tornar independente e deixar o haras Blue Hors.
Bachmann Andersen ganhou uma medalha de ouro por equipe no Campeonato Mundial de 2022, realizado em Herning, Dinamarca. Ele representou a equipe dinamarquesa nos Jogos Olímpicos de 2024 em Paris, ganhando uma medalha de prata na competição por equipes e ficou em 7º lugar no estilo livre individual.